# Trixoscelis migueli
Trixoscelis migueli är en tvåvingeart som beskrevs av Woznica 2009. Trixoscelis migueli ingår i släktet Trixoscelis och familjen myllflugor. Inga underarter finns listade i Catalogue of Life.